# Cranstackie
Cranstackie är ett berg i Storbritannien.   Det ligger i kommunen Highland och riksdelen Skottland, i den norra delen av landet, 800 km norr om huvudstaden London. Toppen på Cranstackie är 802 meter över havet, eller 700 meter över den omgivande terrängen. Bredden vid basen är 9,0 km.
Terrängen runt Cranstackie är huvudsakligen kuperad. Trakten runt Cranstackie är nära nog obefolkad, med mindre än två invånare per kvadratkilometer. Närmaste större samhälle är Kinlochbervie, 12,4 km väster om Cranstackie. Trakten runt Cranstackie består i huvudsak av gräsmarker.